# Xã Scott, Quận Lincoln, Kansas
Xã Scott (tiếng Anh: Scott Township) là một xã thuộc quận Lincoln, tiểu bang Kansas, Hoa Kỳ. Năm 2010, dân số của xã này là 104 người.